# Priscilla Lane
Priscilla Lane (nacida Priscilla Mullican; Indianola, Iowa; 12 de junio de 1915 - Andover, Massachusetts; 4 de abril de 1995) fue una actriz estadounidense, la más joven de las hermanas Lane, cantantes y actrices. 
Es recordada por sus papeles en las películas Los violentos años veinte (1939) con James Cagney y Humphrey Bogart; Saboteur (1942), una película de Alfred Hitchcock en la que interpreta a la heroína; y Arsenic and Old Lace (1944), en la que interpreta a la prometida y esposa de Cary Grant.

## Biografía
Nació en Indianola, Iowa. Era la tercera de cinco hijas del matrimonio formado por Lorenzo Mullican y Cora Bell Hicks. Sus comienzos artísticos se produjeron en el ámbito musical junto a sus hermanas Rosemary y Lola, entrando a tomar clases en el "Conservatorio de Des Moines" y en la "Eagin Scholl of Dramatic Arts of New York", llegando a formar parte de la "Pennsylvanians Dance Band" del director de orquesta Fred Waring, como vocalistas. En 1937, "The Lane Sisters" firmaron un contrato con la Compañía cinematográfica Warner Bros, para participar en la película Varsity Show (un musical protagonizado por Dick Powell).
Como actriz, llegó a trabajar junto a grandes actores de Hollywood como: Cary Grant, Dick Powell, Pat O'Brien, Eddie Bracken, Jack Carson, Humphrey Bogart, Robert Cummings, James Cagney o Peter Lorre.
Su primer matrimonio en 1939 con el guionista Oren Haglund, a quien ella abandonó el segundo día de la boda, sería anulado poco tiempo después. Tres años después volvió a contraer enlace con Joseph Howard (militar estadounidense). Unos años después (1948) la actriz se retira de la actuación para dedicarse de lleno a la vida matrimonial. En 1958, tuvo un regreso fugaz al mundo del espectáculo como presentadora de un programa en televisión. En 1976 falleció su marido. En 1994 Lane fue diagnosticada con cáncer de pulmón, y se trasladó a un hogar de ancianos, en Andover cerca de su hijo Joe y su familia, donde la actriz moriría a los 79 años de edad.

## Filmografía
- Varsity Show (1937)
- Brother Rat (1938)
- Four Daughters (1938)
- Cowboy from Brooklyn (1938)
- Men Are Such Fools (1938)
- Love, Honor and Behave (1938)
- Four Wives (1939)
- Los violentos años veinte (1939)
- Dust Be My Destiny (1939)
- Daughters Courageous (1939)
- Yes, My Darling Daughter (1939)
- Three Cheers for the Irish (1940)
- Brother Rat and a Baby (1940)
- Blues in the Night (1941)
- Million Dollar Baby (1941)
- Four Mothers (1941)
- Reina de plata (Silver Queen), de Lloyd Bacon (1942)
- Saboteur (1942)
- The Meanest Man in the World (1943)
- Arsenic and Old Lace (1944)
- Fun on a Weekend (1947)
- Bodyguard (1948)